# Comolia
Comolia es un género de plantas fanerógamas de la familia Melastomataceae, con 37 especies. Es originario de Brasil.

## Taxonomía
El género fue descrito por Augustin Pyrame de Candolle y publicado en Prodromus Systematis Naturalis Regni Vegetabilis 3: 114, en el año 1828.

## Especies seleccionadas
- Comolia affinis Hoehne	Anexos Mem. Inst. Butantan, Secc. Bot. 1(5): 91, pl. 13	1922
- Comolia angustifolia Gleason	Brittonia 1: 151	1932
- Comolia anomala Pittier	Bol. Soc. Venez. Ci. Nat. 6: 196	1940
- Comolia ayangannae Wurdack	Mem. New York Bot. Gard. 10(5): 144	1964
- Comolia berberifolia DC.
- Comolia bracteosa Huber
- Comolia bractosa	Huber
- Comolia coriacea	Gleason	Fieldiana, Bot. 28: 429	1952
- Comolia hirtella Naudin	Ann. Sci. Nat., Bot., sér. 3. 13(1): 26	1850